# Indocalamus inaequilaterus
Indocalamus inaequilaterus är en gräsart som beskrevs av Wan Tao Lin och Z.M.Wu. Indocalamus inaequilaterus ingår i släktet Indocalamus och familjen gräs. Inga underarter finns listade i Catalogue of Life.